# محمد قاسم ماجد
محمد قاسم ماجد (زادهٔ ۶ دسامبر ۱۹۹۶) بازیکن فوتبال اهل عراق است که در پست هافبک برای باشگاه فوتبال الشرطه در لیگ برتر فوتبال عراق بازی می‌کند.
از باشگاه‌هایی که در آن بازی کرده‌است می‌توان به باشگاه فوتبال نیروی هوایی اشاره کرد.
وی همچنین در تیم ملی فوتبال عراق بازی کرده‌است.